# Boppard
Boppard is een plaats in de Duitse deelstaat Rijnland-Palts, gelegen in de Rhein-Hunsrück-Kreis. In de stad Boppard wonen 7.509 inwoners (30.06.2015) maar als gemeente telt Boppard 15.915 inwoners. De stad is een toeristisch centrum en ontvangt jaarlijks honderdduizenden gasten.

## Geografie

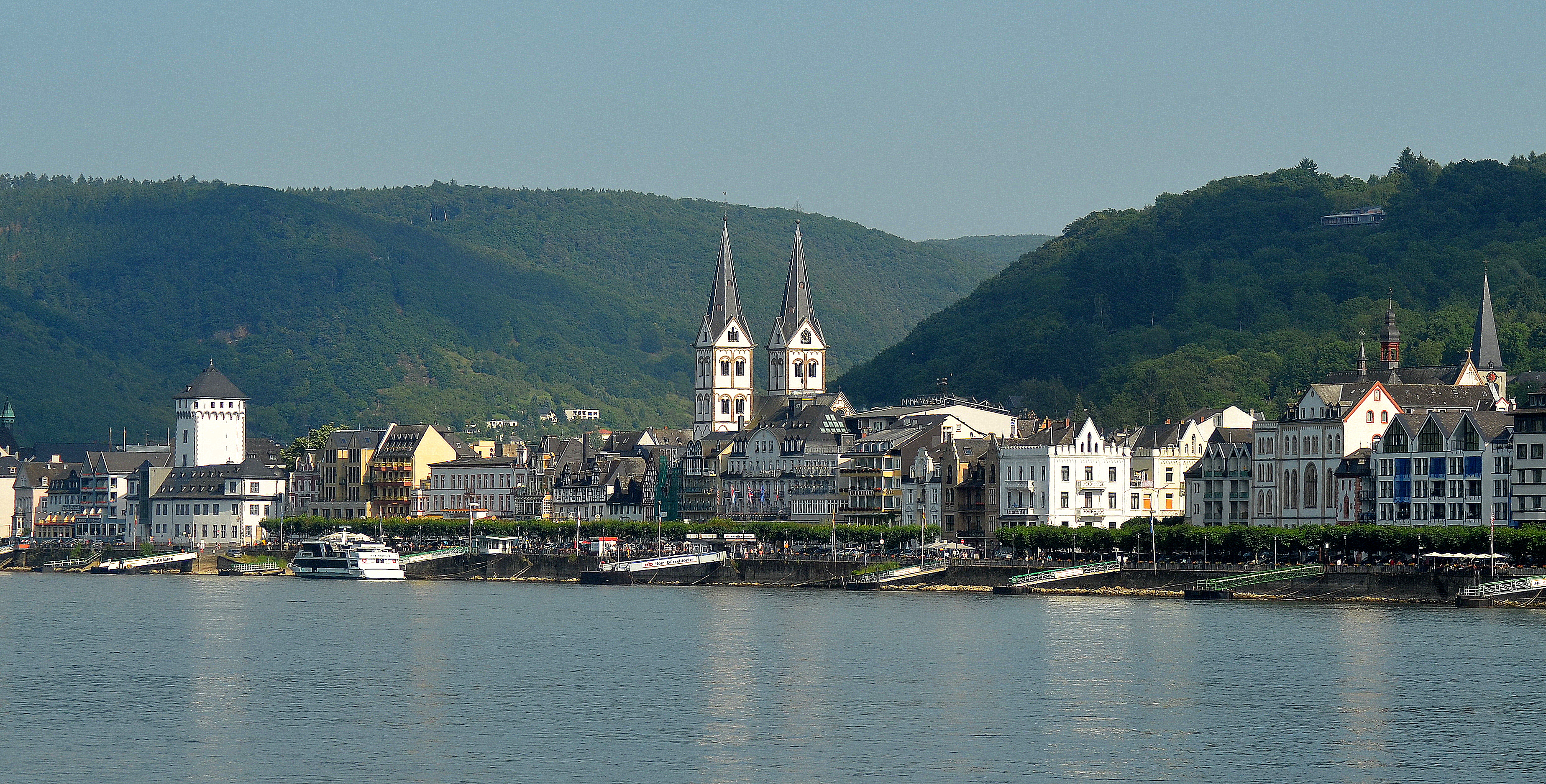
Boppard, stadsbeeld vanuit het noorden

Boppard ligt aan de bovenloop van de Midden-Rijn. De oostelijke begrenzing van de gemeente Boppard wordt gevormd door een 17 kilometer lange Rijnoever. Langs dit deel van de rivier liggen de plaatsen Hirzenach, Bad Salzig en de stad Boppard zelf. Ten noorden van de stad strekt zich de grootste bocht van de Rijn uit, de Bopparder Hamm. Hier liggen uitgestrekte wijngaarden. Vanaf het uitzichtpunt Vierseenblick heeft men uitzicht over deze bocht. Omdat de rotsen het zicht op delen van de Rijn ontnemen, lijkt het alsof men hier uitziet op vier afzonderlijke meren in plaats van op één en dezelfde rivier. Het uitzichtpunt is vanuit Boppard te bereiken met een stoeltjeslift. Een ander dichtbijgelegen uitzichtpunt, de Gideonseck, biedt een blik op op de grote bocht in de Rijn bij Boppard.
Het stadsbos met een oppervlak van 43,6 km² is het op een na grootste bos van Rijnland Palts. Sinds 1969 behoort de stad Boppard tot de Landkreis Rhein-Hunsrück-Kreis. Het Boven Midden-Rijndal behoort sinds 2002 tot het werelderfgoed van UNESCO.

## Gemeentelijke indeling
Na de gemeentelijke herindeling van 1975 bestaat de gemeente Boppard uit tien zogenaamde Ortsbezirke. Elk Ortsbezirk heeft een eigen raad en een eigen burgemeester (Ortsvorteher). Sommige Ortsbezirke hebben eigen Ortsteile (zoals Boppard met de plaats Buchenau), maar deze Ortsteile hebben geen eigen vertegenwoordiging of raad.
Het aantal inwoners van de verschillende plaatsen in de gemeente is als volgt te verdelen:
| Ortsbezirk                          | Inwoners |
| ----------------------------------- | -------- |
| Boppard-Stad met de plaats Buchenau | 7.509    |
| Bad Salzig                          | 2.440    |
| Buchholz met de plaats Ohlenfeld    | 2.674    |
| Herschwiesen met Windhausen         | 315      |
| Hirzenach                           | 283      |
| Holzfeld                            | 415      |
| Oppenhausen                         | 832      |
| Rheinbay                            | 205      |
| Udenhausen met Hübingen             | 490      |
| Weiler                              | 752      |

## Geschiedenis

#### Vroege periode

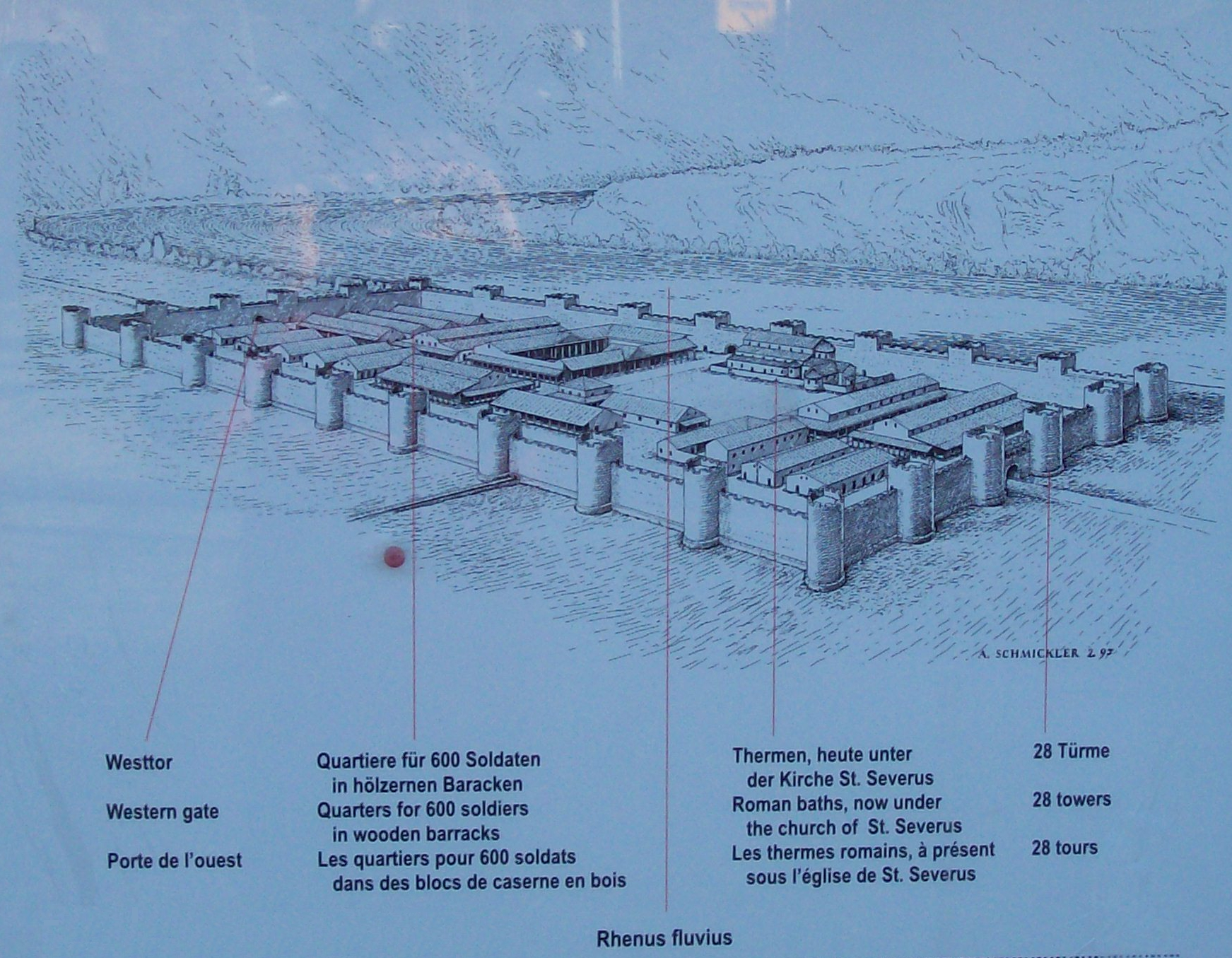
Reconstructie van het Romeinse kasteel van Boppard

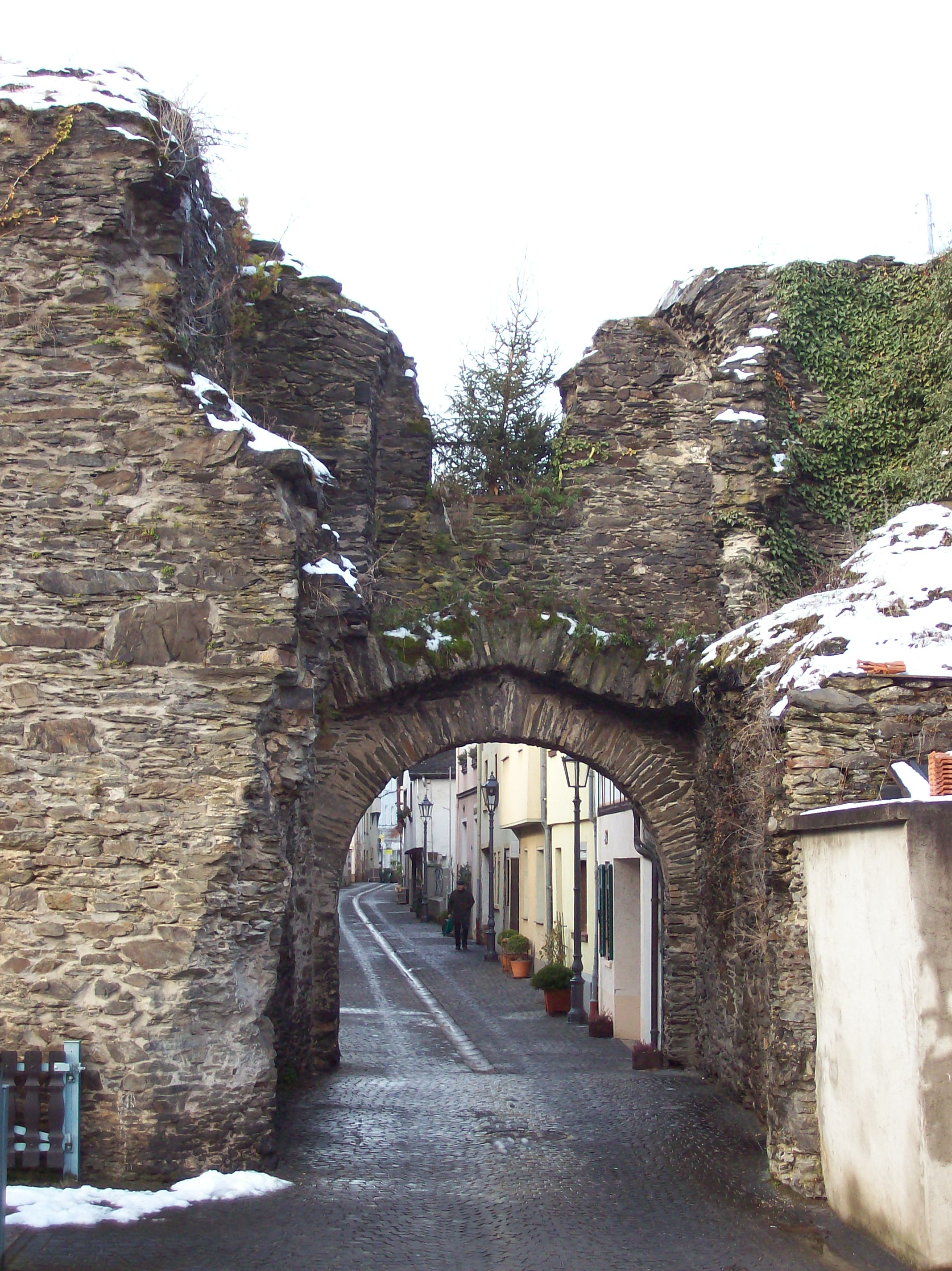
Binger Poort in Boppard

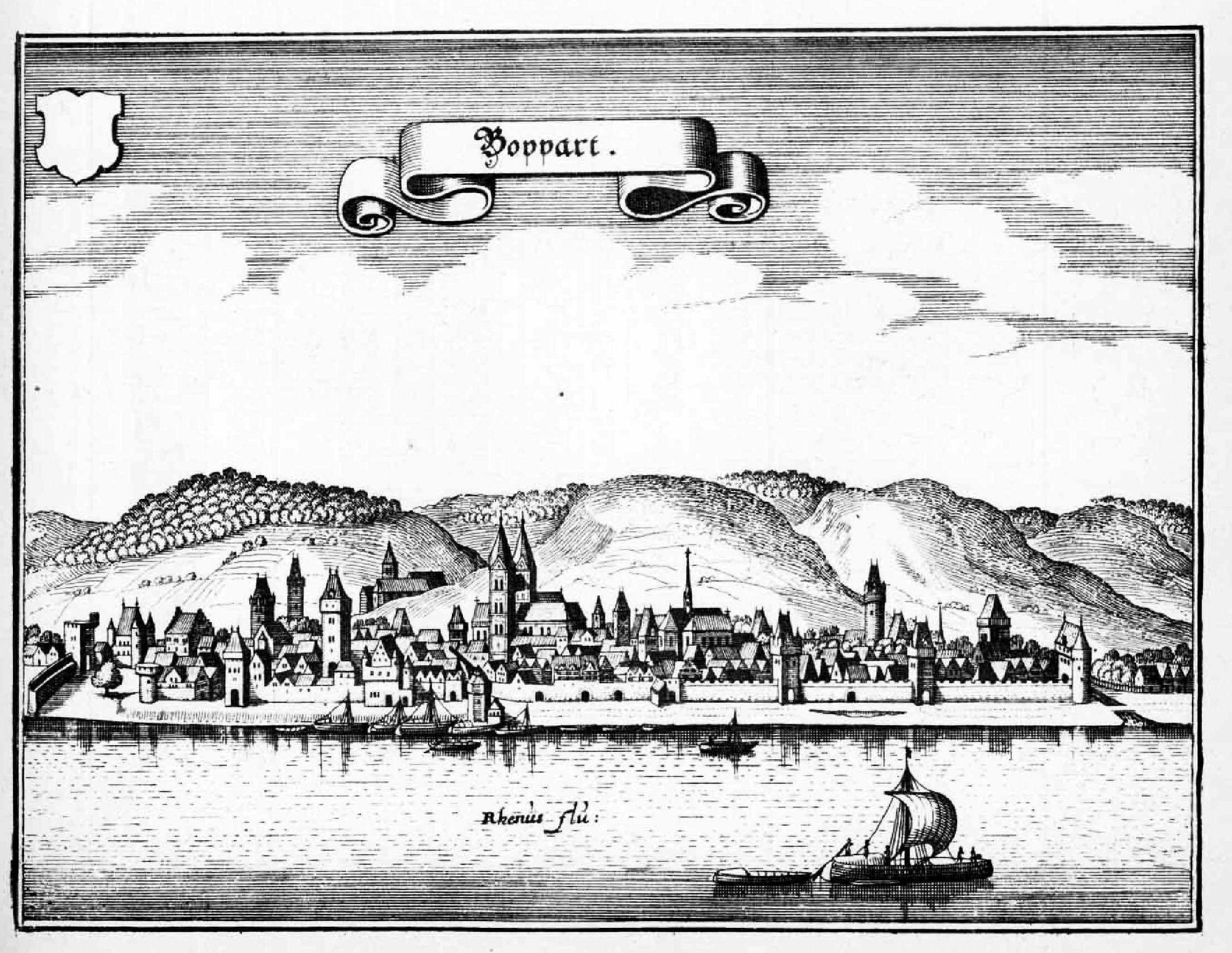
Boppart (1646)

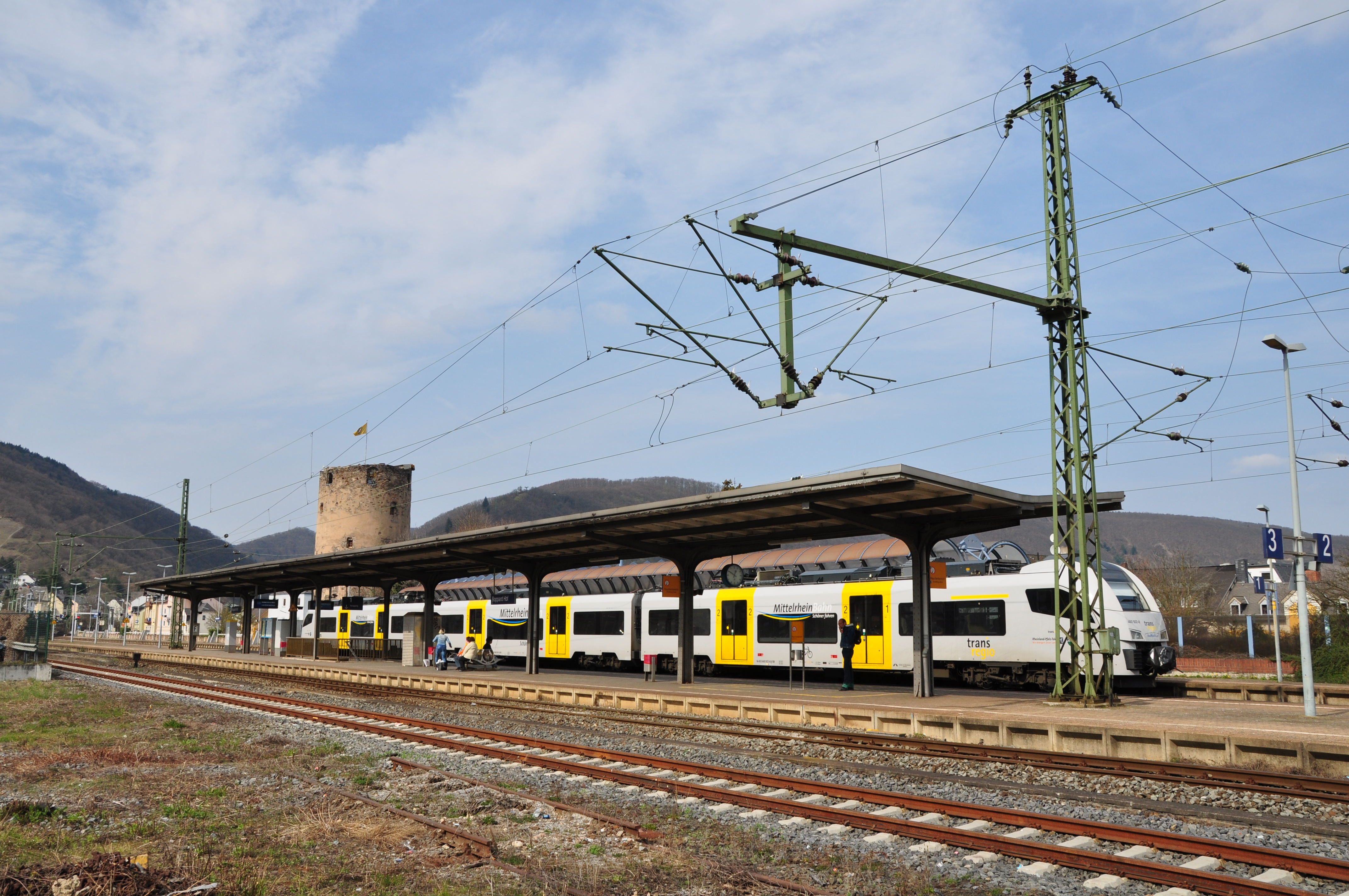
Treinstation Boppard met op de achtergrond de Säuerlingstoren

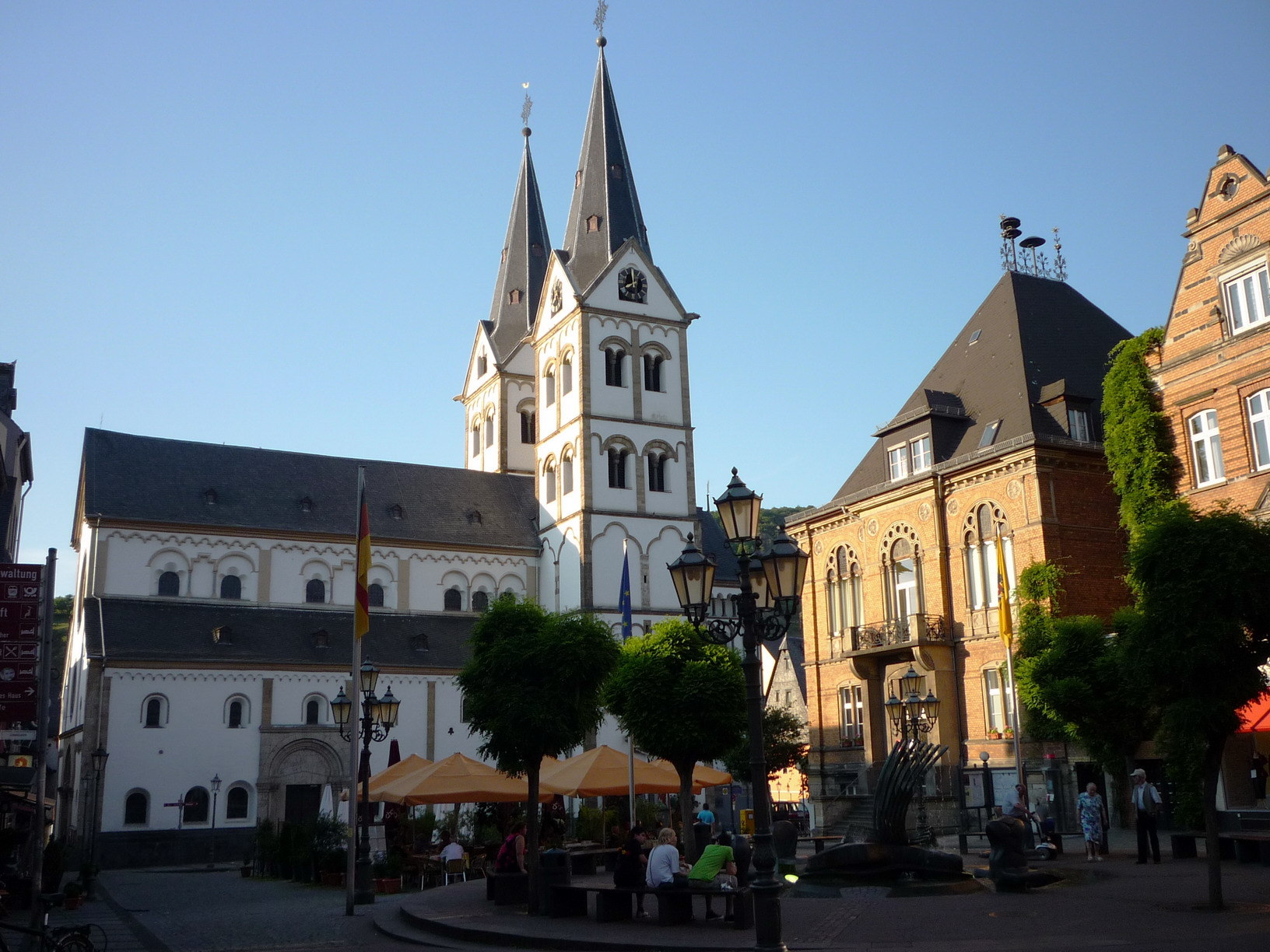
Sint-Severuskerk

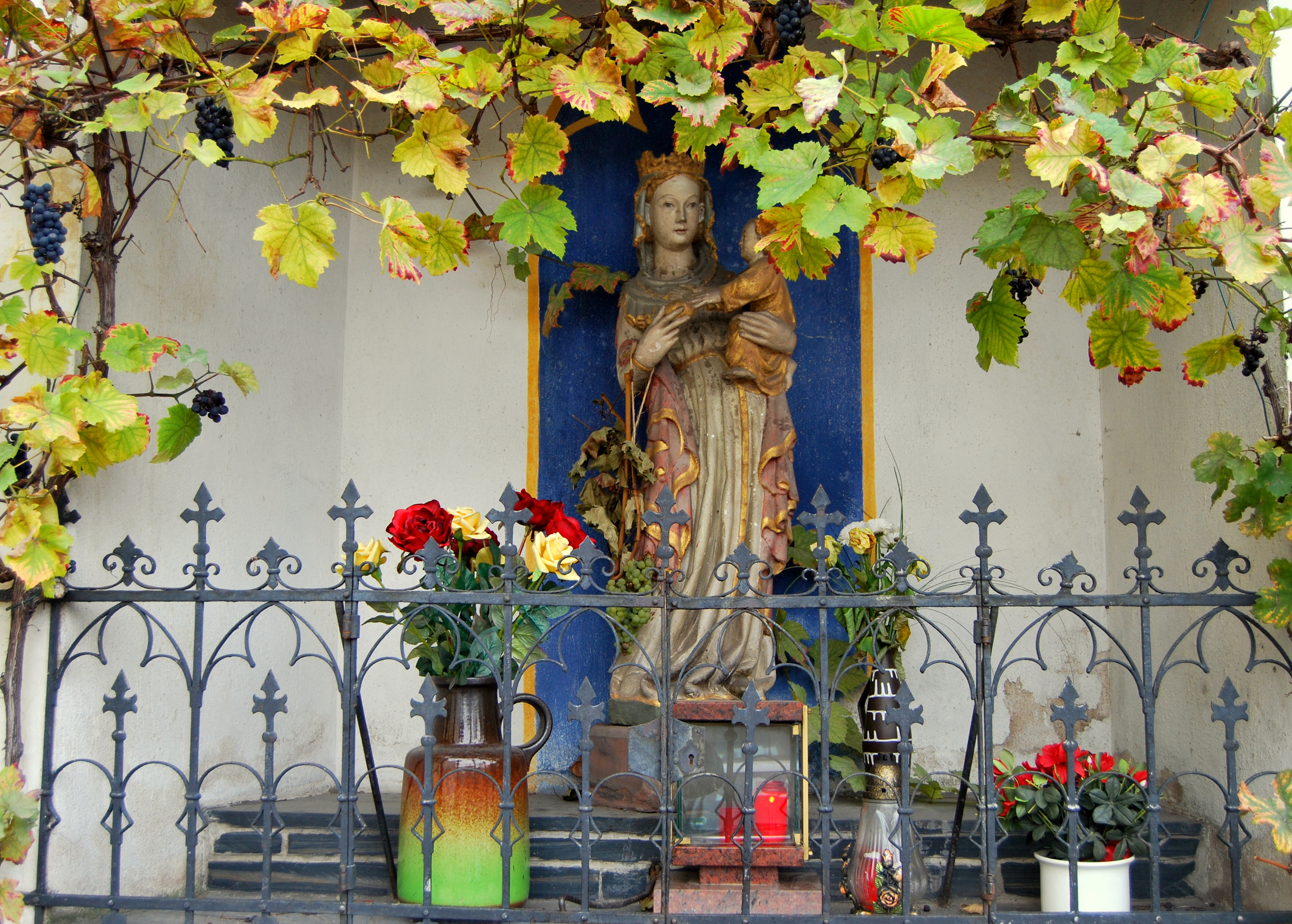
Boppard, Druivenmadonna (Traubenmadonna) aan de Karmeliterstraße

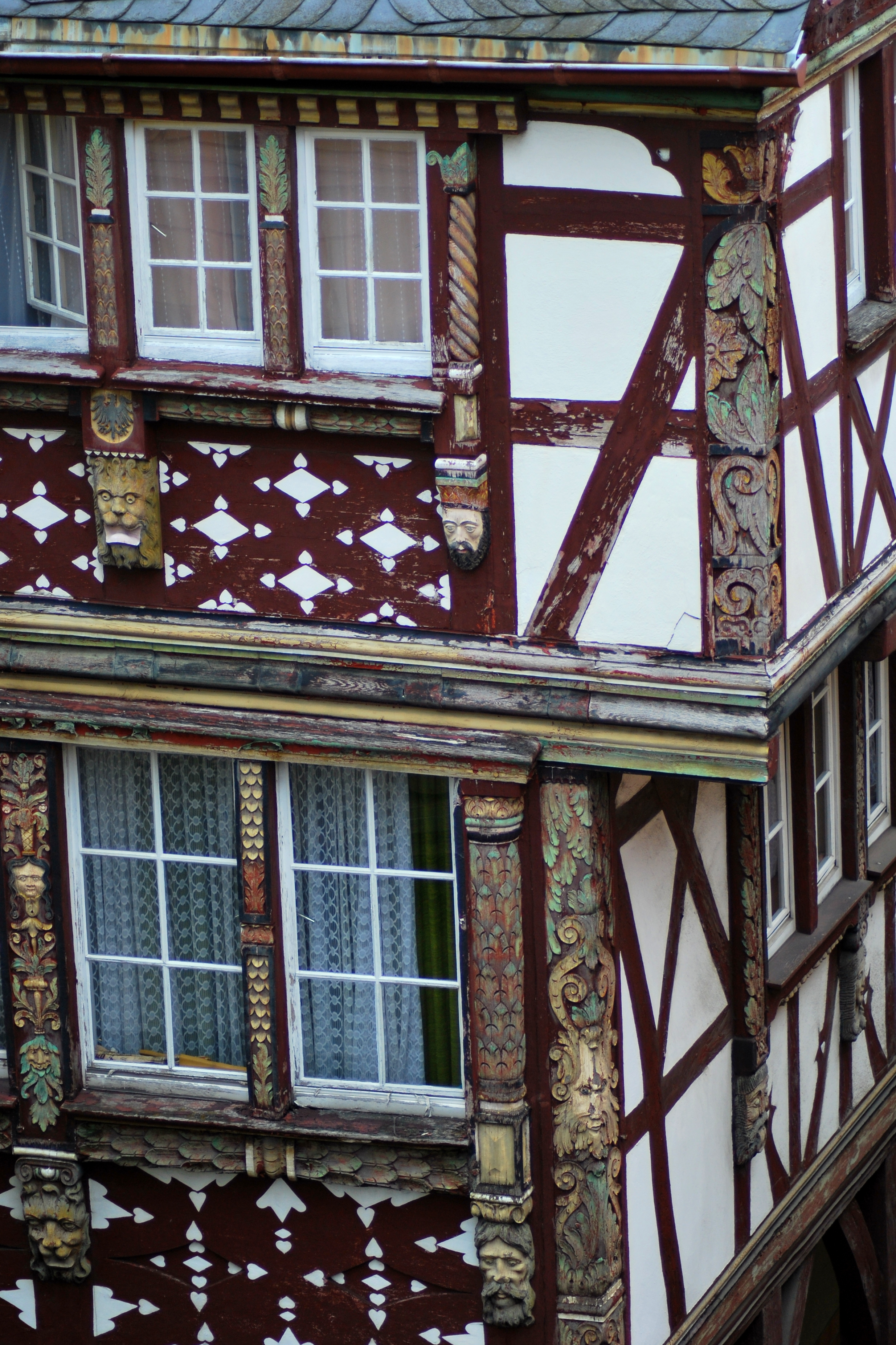
Boppard, detail vakwerkhuis Oberstraße

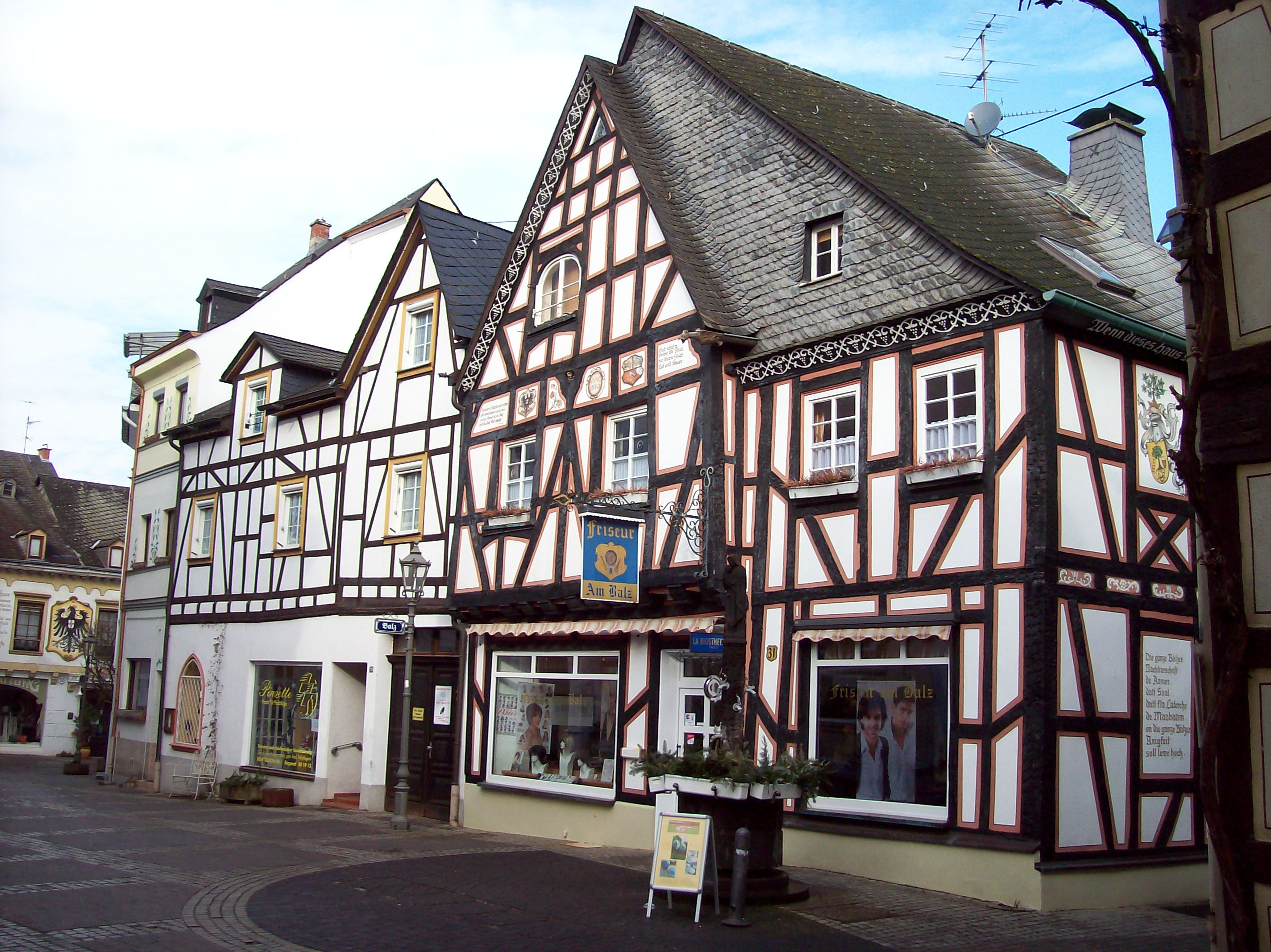
Vakwerkhuizen aan de Steinstraße

Het gebied werd al meer dan 13.000 jaar geleden door mensen bewoond. De Romeinen lieten er van de 1e eeuw tot in de 5e eeuw hun sporen na. Uit deze periode stammen nog vele overblijfselen, zoals het laatromeinse kasteel Bodobrica. Met de expansie van de Limes verloor de Middenrijn aan strategisch belang, maar voor de handel en bevoorrading werd de rivier steeds belangrijker. In het midden van de 3e eeuw wisten de Germanen het gebied op de rechteroever van de Rijn te veroveren en markeerde de Rijn opnieuw de grens van het Romeinse Rijk. In het begin van de 5e eeuw zagen de laatste Romeinse troepen zich genoodzaakt zich terug te trekken om Italië te verdedigen. Vermoedelijk werd nog in de eerste helft van de 5e eeuw ook het kasteel Boppard, evenals andere kastelen aan de Middenrijn, door de Germanen veroverd.
Het duurt dan vervolgen tot 643 eer Boppard weer opduikt in de kronieken. De stad was toen een Frankisch koninklijk landgoed en het bestuurlijk centrum van het Bopparder Reich, een Merovingische staat. Sinds die tijd was er al wijnbouw. Tegenwoordig is Boppard de stad met het grootste wijnbouwareaal aan de Middenrijn.

#### Vrije rijkstad
Tot 1309 behoorde Boppard tot de vrije rijkssteden. Als zodanig werd de stad regelmatig bezocht door de Duitse koningen, die in het koningshof resideerden. Het koninklijke goed lag aan het einde van het Mühltal aan de Rijn. Boppard werd met het omliggende rijksgoed door rijksministerialen bestuurd; de voornaamste bestuurder van de stad was de schout. Er woonden een groot aantal ministerialen in de stad waaronder de families Beyer van Boppard, de Van Schönecks en de Van Bickenbachs. In de 13e eeuw was Boppard lid van de Rijnlandse Stedenbond.

#### Keur Trier
In 1309 en 1312 verpandde koning Hendrik VII stad en ommeland aan zijn broer, aartsbisschop Boudewijn van Trier. De bevolking van Boppard was het niet eens met deze herindeling en verzette zich tegen de vreemde heerser. In 1327 stelden de inwoners een eigen stadsraad in. Na een korte belegering liet Boudewijn de stad bestormen en vanaf dat moment behoorde Boppard tot het keurvorstendom Trier. De aartsbisschop liet daarna de stadsbevestiging uitbreiden, zowel de boven- als benedenstad werden met muren beschermd en de bergfried werd tot een tol- en dwangburcht Alte Burg) uitgebouwd. Boudewijn van Trier wist de stadsadel voor zich te winnen; hij nam ze in dienst en droeg bestuurlijke bevoegdheden aan hen over, maar bij de burgerij vervloog het verlangen naar rijksvrijheid niet. Keizer Karel IV liet deze echter hoop in rook opgaan toen hij de pandsom verhoogde onder de belofte dat hij noch een van zijn opvolgers het pandschap zouden inlossen. In 1496 roken de burgers van Boppard weer een kans toen zij zich wenden tot de Rooms-Duitse koning en latere keizer Maximiliaan I, die de stad bij de geschillen met keurvorst Johan II van Baden steunde. Hij bevrijdde Boppard van de keurvorstelijke jurisdictie en tol, maar de vreugde was van korte duur want met de inlossing van het pandschap overschreed de koning zijn bevoegdheden. De koning werd nu gedwongen zijn besluit te herzien. Dit leidde in 1497 tot de Bopparder Krijg. De inwoners van de stad waren niet van zins zich opnieuw neer te leggen bij een keurvorstelijk bestuur. Het keurvorstelijke antwoord liet niet lang op zich wachten en met een leger van 12.000 soldaten rukte de keurvorst op naar het opstandige Boppard. De naburige plaatsen Salzig en Weiler gaven zich zonder slag of stoot over en ook Boppard kon de belegering niet lang weerstaan en moest ten slotte de keurvorsten als landsheren erkennen.
Tijdens de Dertigjarige Oorlog verloor Boppard een derde van alle inwoners. Zweedse troepen onder leiding van de Rijngraaf Otto Ludwig bezetten op 18 januari 1632 de stad. Een aanval van Franse troepen in 1689, tijdens de Paltse Successieoorlog (1688–1697), werd weerstaan. Een nieuwe Franse aanval vond plaats in 1735, toen troepen van generaal De Court de stad belaagden. Tegen het einde van de 18e eeuw vormde Boppard na Trier en Koblenz de grootste stad van het keurvorstendom Trier.
Na de bezetting van Boppard in 1794 door Franse revolutietroepen bleef de stad twintig jaar lang Frans. Van 1798 tot 1814 was Boppard de hoofdplaats van het gelijknamige kanton in het departement Rhin-et-Moselle.

#### Pruisen
Het Congres van Wenen wees de stad in 1815 toe aan het koninkrijk Pruisen. Vanaf halverwege de 19e eeuw begon zich het toerisme te ontwikkelen. Botsingen tussen de katholieke midden- en lagere klassen en liberale elite leidden in 1872 voor meerdere jaren tot de Kulturkampf.

#### 20e eeuw
In 1903 werd begonnen met de aanleg van de Hunsrückspoorlijn aan het Bopparder station. Hierbij stond de Säuerlingstoren, een deel van de middeleeuwse stadsbevestiging, in de weg. De toren werd in de jaren 1906-1908 afgebroken en ten noorden van de oude standplaats herbouwd.
Ook na de Eerste Wereldoorlog bleef de Rijnprovincie en daarmee ook Boppard tot Pruisen behoren. Tussen 1919 en 1923 waren er in het hele Rijnland bewegingen die zich inzetten om zich van Pruisen af te scheiden, maar zonder gevolg. De machtsovername in 1933 door de nationaalsocialisten brachten voor Boppard aanvankelijk weinig veranderingen. Tijdens de verkiezingen kreeg de katholieke Centrumpartij 50% van de stemmen. Op 10 november 1938 verwoestten de nazi's de synagoge in de Bingergasse. Talrijke Joden werden gearresteerd, een aantal naar concentratiekampen gedeporteerd. Ongeveer twee derde van de 100 in Boppard woonachtige Joden emigreerden. Degenen die bleven, werden in 1942 gedeporteerd.
In 1940 werden het klooster Marienberg en de kloosterschool onder druk van de staat gesloten. Alhoewel Boppard nooit een hoofddoel van de geallieerde bombardementen was, lieten vijandelijke vliegtuigen ook boven Boppard hun dodelijke last afwerpen. Sinds 19 maart 1945 was de linker Rijnoever onder controle van de Amerikaanse strijdkrachten. Deze bouwden in Boppard een noodbrug naar de overzijde van de Rijn. Vanaf 1946 maakt de stad deel uit van de toen gevormde deelstaat Rijnland-Palts. In 1952 werd het buitengebied Buchenau ontwikkeld. In de jaren 1960 vond er een herindeling plaats in Rijnland-Palts. Voor Boppard had dit tot gevolg dat het werd losgemaakt van Sankt Goar, waar het door Pruisen aan was toegevoegd, en bij het nieuwe district Rhein-Hunsrück-Kreis werd ingedeeld. Ook de gemeentelijke grenzen werden gewijzigd. Ondanks bezwaren van de plaatsen Bad Salzig en met name Oppenhausen, kwam op 31 december 1975 de Verbandsgemeinde Boppard tot stand.

### Dialect
In Boppard wordt het zogenaamde Bubberder Platt gesproken. Het dialect behoort tot het Moezelfrankisch en is nauw verwant aan het Luxemburgs. Ook is er een zekere mate van verwantschap aan Rijnlandse en Hessische dialecten. Door de vroegere aanwezigheid van een aanzienlijke joodse gemeenschap kent het Bubberder Platt tevens enige Jiddische invloeden. De meer afgelegen Ortsbezirke hebben weer afwijkende Moezelfrankische dialecten.

## Bezienswaardigheden

#### Stadsmuur
In de buurt van het marktplein bevindt zich het Römerpark met ruïnes van Romeinse versterkingen uit de 4e eeuw. In het kader van stadsvernieuwing werden in 2009 delen van de westelijke Romeinse muur blootgelegd. De Romeinse kasteelmuren werden tot in de middeleeuwen gebruikt. In de 14e eeuw vond er in het westen (Niederstadt) en in het oosten (Oberstadt) een stadsuitbreiding plaats. De nieuwe stadsdelen werden omgeven door een stadsmuur met torens. De massieve Säuerlingstoren behoorde tot de westelijke stadsmuur. Met de aanleg van het spoor werden voor het eerste grote delen van de stadsmuur gesloopt. Ondanks alle verliezen zijn nu nog vele delen van de middeleeuwse stadsmuur te bezichtigen.

#### Burchten
Aan de Rijnkade bevindt zich de door de Trierse keurvorst Boudewijn van Luxemburg gebouwde Oude Burcht (Alte Burg). De burcht huisvest het Stadsmuseum. Het Slot Schöneck staat in het stadsdeel Windhausen bij Herschwiesen. Het slot werd omstreeks het jaar 1200 door de ministeriaal Koenraad van Boppard gebouwd.

#### Religieuze bouwwerken
Monumenten in de stad Boppard:
- De Sint-Severuskerk van Boppard dateert uit de 12e en 13e eeuw en is een voorbeeld van laat-romaanse bouwkunst in het Rijndal.
- De Karmelietenkerk werd in de 14e en 15e eeuw als (gotische) kloosterkerk van het gelijknamige (barokke) klooster gebouwd. Rouwborden, grafmonumenten en een fraai koorgestoelte vormen belangrijke kunstwerken in de kerk. Het complex bevindt zich aan de Karmeliterstraße.
- Het Klooster Mariënberg werd reeds rond 1120 gesticht. Na een brand in de 18e eeuw werd het kloostercomplex nieuw opgebouwd. Het grootste cultuurmonument van de Rhein-Hunsrück-Kreis bevindt zich in een haveloze toestand en wacht al lange tijd op een restauratie.
- De protestantse Christuskerk staat aan de Pastorsgasse.
- Aan de Bingergasse 35 staat de voormalige synagoge van Boppard. De Bingergasse leidt naar het zuiden naar de Binger poort.
- De kapel op de Kreuzberg werd tussen 1709-1724 als eindpunt van een kruisweg opgericht, die langs de 346 meter lange Stationenweg voert. De kruisweg dateert uit de periode 1849-1859 en werd tussen 2007 en 2012 door de rooms-katholieke parochie in samenwerking met de plaatselijke VVV gerenoveerd.
- Het voormalige Franciscanenklooster met de kloosterkerk aan de Franziskanerstraße dateren uit de 17e-18e eeuw.
- Het voormalige Sint-Martinusklooster aan de Mainzer Straße uit de vroege 16e eeuw heeft een grote kloostertuin. Het complex huisvest een werkplaats voor mensen met een beperking. Er kunnen producten worden gekocht die door mensen met een beperking worden vervaardigd. Tevens is er een mosterdmolen te bezichtigen.

Verdere religieuze monumenten in de gemeente Boppard:
- Proosdij Sint-Bartholomeüs, Hirzenach
- Sint-Egidiuskerk, Bad Salzig
- Sint-Pancratiuskerk, Herschwiesen
- Sint-Pieter in de Ketenenkerk, Weiler

#### Overig
In het stadscentrum van Boppard bevinden zich diverse fraaie vakwerkhuizen, met name in het gebied rond de Sint-Severuskerk.

## Geboren in Boppard
- Michael Thonet (1796-1871), Duits-Oostenrijks meubelmaker en industrieel, wordt wereldwijd beschouwd als een der grootste pioniers inzake meubeldesign
- Franz Brentano (1838-1917), invloedrijk persoon in zowel de filosofie als de psychologie
- Fritz Strassmann (1902-1980), scheikundige

## Partnersteden
- Truro (Verenigd Koninkrijk), sinds 1991
- Ōme in Japan, sinds 1965
- Amboise in Frankrijk, sinds 1985
- Keszthely in Hongarije sinds 1997
- Nyabitekeri in Rwanda, sinds 2008
- Arroio do Meio in Brazilië, sinds 2013

Alterkülz ·
Altweidelbach ·
Argenthal ·
Badenhard ·
Bärenbach ·
Belg ·
Belgweiler ·
Bell (Hunsrück) ·
Beltheim ·
Benzweiler ·
Bergenhausen ·
Beulich ·
Bickenbach ·
Biebern ·
Birkheim ·
Boppard ·
Braunshorn ·
Bubach ·
Buch ·
Büchenbeuren ·
Budenbach ·
Damscheid ·
Dichtelbach ·
Dickenschied ·
Dill ·
Dillendorf ·
Dommershausen ·
Dörth ·
Ellern ·
Emmelshausen ·
Erbach ·
Fronhofen ·
Gehlweiler ·
Gemünden ·
Gödenroth ·
Gondershausen ·
Hahn ·
Halsenbach ·
Hasselbach ·
Hausbay ·
Hecken ·
Heinzenbach ·
Henau ·
Hirschfeld ·
Hollnich ·
Holzbach ·
Horn ·
Hungenroth ·
Kappel ·
Karbach ·
Kastellaun ·
Keidelheim ·
Kirchberg ·
Kisselbach ·
Klosterkumbd ·
Kludenbach ·
Korweiler ·
Kratzenburg ·
Külz ·
Kümbdchen ·
Lahr ·
Laubach ·
Laudert ·
Laufersweiler ·
Lautzenhausen ·
Leiningen ·
Liebshausen ·
Lindenschied ·
Lingerhahn ·
Maisborn ·
Maitzborn ·
Mastershausen ·
Mengerschied ·
Mermuth ·
Metzenhausen ·
Michelbach ·
Mörschbach ·
Mörsdorf ·
Morshausen ·
Mühlpfad ·
Mutterschied ·
Nannhausen ·
Neuerkirch ·
Ney ·
Nieder Kostenz ·
Niederburg ·
Niederkumbd ·
Niedersohren ·
Niedert ·
Niederweiler ·
Norath ·
Ober Kostenz ·
Oberwesel ·
Ohlweiler ·
Oppertshausen ·
Perscheid ·
Pfalzfeld ·
Pleizenhausen ·
Ravengiersburg ·
Raversbeuren ·
Rayerschied ·
Reckershausen ·
Reich ·
Rheinböllen ·
Riegenroth ·
Riesweiler ·
Rödelhausen ·
Rödern ·
Rohrbach ·
Roth ·
Sankt Goar ·
Sargenroth ·
Schlierschied ·
Schnorbach ·
Schönborn ·
Schwall ·
Schwarzen ·
Simmern/Hunsrück ·
Sohren ·
Sohrschied ·
Spesenroth ·
Steinbach ·
Thörlingen ·
Tiefenbach ·
Todenroth ·
Uhler ·
Unzenberg ·
Urbar ·
Utzenhain ·
Wahlbach ·
Wahlenau ·
Wiebelsheim ·
Womrath ·
Woppenroth ·
Würrich ·
Wüschheim ·
Zilshausen